# Sandnästjärnen, Lappland
Sandnästjärnen är en sjö i Storumans kommun i Lappland och ingår i Umeälvens huvudavrinningsområde. Sjön har en area på 0,133 kvadratkilometer och ligger 923,5 meter över havet. Sandnästjärnen ligger i Vindelfjällen Natura 2000-område.

## Delavrinningsområde
Sandnästjärnen ingår i det delavrinningsområde (732022-146185) som SMHI kallar för Mynnar i Överuman. Medelhöjden är 1 044 meter över havet och ytan är 7,53 kvadratkilometer. Räknas de 6 avrinningsområdena uppströms in blir den ackumulerade arean 11,49 kvadratkilometer. Vattendraget som avvattnar avrinningsområdet har biflödesordning 2, vilket innebär att vattnet flödar genom totalt 2 vattendrag innan det når havet efter 419 kilometer. Avrinningsområdet består mestadels av kalfjäll (94 procent). Avrinningsområdet har 0,14 kvadratkilometer vattenytor vilket ger det en sjöprocent på 1,8 procent.